# Marek Andruška
Marek Andruška (ur. 14 maja 1974 w Nitrze) – słowacki koszykarz, występujący na pozycjach silnego skrzydłowego lub środkowego, reprezentant kraju.
W 1996 zajął ósme miejsce w głosowaniu na najlepszego słowackiego koszykarza roku.

## Osiągnięcia
Na podstawie, o ile nie zaznaczono inaczej.
Drużynowe
- Mistrz:
  - Polski (2003)
  - Słowacji (1996–2000)
- Zdobywca Pucharu Słowacji (1996, 1997, 1999, 2000)
- Uczestnik rozgrywek Pucharu Saporty (1999/2000 – TOP 32, 2001/2002 – półfinał)

Indywidualne
- Słowacki Koszykarz Roku (1997)[1]

Reprezentacja
- Uczestnik:
  - kwalifikacji do mistrzostw Europy:
    - 1997, 1999, 2001, 2003
    - U–22 (1996)

  - mistrzostw Europy:
    - dywizji B (2005)
    - U–22 (1994 – 12. miejsce)
    - U–16 (1991 – 10. miejsce)